# Édit perpétuel
Pour les articles homonymes, voir Édit perpétuel (homonymie).
L’édit perpétuel ou édit permanent du préteur (en latin : Edictum perpetuum prætoris) est une compilation de tous les édits rendus précédemment par les préteurs. D'après les indications du Bréviaire d'Eutrope, confirmées par la mention en introduction du Digeste de l'empereur Justinien, elle fut faite sous Hadrien, par le jurisconsulte Publius Salvius Iulianus pour servir de règle à l'avenir.
Il en reste des fragments. Une édition de ceux-ci a été établie par Louis Jousserandot en 1883, une autre par Otto Lenel en 1927 à Leipzig

## Datation
Le règne d'Hadrien entre 117 et 138 donne une première fourchette de datation. Alors qu'Eutrope ne fournit aucune date de publication de l'édit perpétuel, la Chronique de Jérôme de Stridon la place en 131, date admise par les premiers historiens modernes, et reconnue depuis comme arbitraire. Girard dans un mémoire présenté en 1909 situe cette publication entre 125 et 128, tandis que d'autres historiens l'estiment postérieure à 131, vers la fin du règne d'Hadrien, probablement lorsque Salvius exerçait la fonction de préteur.
Il a servi de modèle pour l'élaboration du Digeste de l'empereur Justinien, publié en 533.